# Conservatorio delle Verginelle
Il Conservatorio delle Verginelle si trova in via Teatro Greco a Catania. Attualmente è la sede della facoltà di Scienza della Formazione dell'Università di Catania.

## Storia
Una prima istituzione col medesimo titolo è documentata nel 1586 volta a favore di ragazze vergini e povere.
La Casa delle Fanciulle Vergini, dedicata a Sant'Agata, fu fondata nella metà del XVI secolo per volontà del patrizio catanese Giovanni La Rocca, che destinò a questo scopo parte dei suoi beni. Dopo il terremoto del 1693, fu ricostruita grazie alla liberalità di Giuseppe Asmundo Mendicino, rettore in carica dell'Istituto dal 1669. Con due successive donazioni, nel 1706 e nel 1711, Asmundo devolse al Conservatorio alcune proprietà immobiliari site in contrada Sant'Anna o di San Filippo, alcune ancora in corso di costruzione, impegnando se stesso ed i suoi eredi a completarle al più presto.
Le sorti del Conservatorio, destinato all'accoglienza delle giovani orfane per dare loro un'istruzione ed insegnare un mestiere, sono rimaste legate per secoli ai membri della famiglia Asmundo di Gisira, che hanno ricoperto la carica di rettore dell'Istituto fino alla seconda metà del Novecento. Questo per volontà espressa dallo stesso Giuseppe Asmundo che pose come condizione che i beni donati al Conservatorio dovessero esser amministrati da un fedecommissario scelto fra i suoi parenti. La funzione assistenziale del Conservatorio è stata assolta fino alle soglie del 2000. Dal 2004 al 2009, l'edificio è stato oggetto di un complesso lavoro di restauro.

## Chiesa
Chiesa di Sant'Agata del Conservatorio delle Verginelle